# 吳宏宇
吳宏宇（1996年—2016年5月23日），中國廣東揭陽人，廣東工業大學土木與交通工程學院2015级學生。2016年5月23日，吳宏宇和另一名學生在駕駛摩托車追截一名偷車嫌疑人時與嫌疑人的摩托車發生碰撞後倒地受傷，嫌疑人在逃離現場後的隔天被捕，然而吳宏宇最終經搶救無效死亡，其見義勇為之舉被多家媒體報導，並且獲得讚揚。

## 追截偷車嫌疑人
2016年5月23日下午4時，有人在廣東工業大學四號教學樓下偷竊摩托車，過程中被吳宏宇以及附近另一院校學生謝子哲等多名學生發現，嫌疑人隨即駕車逃跑。吳宏宇等學生主動前往圍堵，在追截過程中，嫌疑人駕駛的摩托車和吳宏宇搭載的摩托車發生碰撞，導致吳宏宇和謝某倒地受傷後被送往醫院急救，當日晚上7時，吳宏宇經搶救無效死亡，得年20歲。
5月24日凌晨3時許，盜車嫌疑人在番禺區南村鎮被抓獲。

## 評價及榮譽
吳宏宇的室友汪健評價吳宏宇是一個陽光開朗，樂於助人和朋友多的人，他又說吳宏宇絕不僅僅是為了一輛摩托車才去追小偷，被偷的摩托車並非吳宏宇本人的個人財產：「他身上有正義感，看到這種事情肯定會出手的。」
廣東工業大學校方在5月24日中午發布通報，稱吳宏宇是一名平時為人熱心，樂於幫助同學，有正義感，深受老師和同學們喜愛的好學生，表示“吳宏宇同學見義勇為的行為值得肯定”，校方亦於當日向相關部門為吳宏宇申報正式的見義勇為榮譽稱號。
吳宏宇的父親在接受媒體採訪時表示：“他為保護人民財產付出了生命，我真的是感到又驕傲，又可惜。他本來應該是做好保護措施再去的，但當時情況太突然了，他為了保護財產，想都沒想就衝上去了。”他說，希望今後任何有正義感的人，在做見義勇為的事情之前，要先保護好自己的安全，理智地去做好事。
2016年5月27日，廣州市綜治辦副主任、市見義勇為基金會秘書長李作春慰問吳宏宇的父母，並頒發“廣州市見義勇為人員”證書及慰問金30萬元。6月6日，廣州市見義勇為評定委員會發出公示，確認吳宏宇為見義勇為人員，在此前亦被授予了“廣東青年五四獎章”、“廣州市見義勇為人員”、“廣東工業大學見義勇為英雄大學生”以及“廣東工業大學青年五四獎章”稱號。
2019年6月27日，广东工业大学为2019届毕业生即吴宏宇所属的2015级本科学生举行毕业典礼，有同学在毕业留言墙上留言「吴宏宇：你若还在 该有多好」以悼念吴宏宇。人民日报官方微信公众号发布推送悼念他并祝其毕业快乐。

## 电子游戏中的纪念
吳宏宇生前曾經在微信朋友圈上发文表示很期待一款稱為的多人第一人稱射擊遊戲的发行，這遊戲的發售日期正是他逝世後的隔天，為了紀念他見義勇為的行為，該遊戲的發行商暴雪娛樂在遊戲中的一個名為「漓江塔」的地圖裡为他增添了一個特别设计。在漓江塔紅方，進樓門左拐可以看到三個穿著太空衣的人物模型，中間那件太空衣胸口處寫著吳宏宇的名字「宏宇」，腳下有一圈白花，而背後的紅牆上寫著漢字——「英雄不朽」。